# Jimmy Wopo
Jimmy Wopo, de son vrai nom Travon DaShawn Frank Smart, né le 13 janvier 1997 à Pittsburgh en Pennsylvanie, et mort assassiné le 18 juin 2018 dans la même ville, est un rappeur américain.
Wopo était affilié à Wiz Khalifa et à son label Taylor Gang Entertainment. Il connait un succès avec son single de 2016, Elm Street, inclus dans la liste « Bout to Blow: 10 Dope New Songs You Hear Hear Every Soon » du magazine Complex. Après ce succès, il collabore avec plusieurs rappeurs de premier plan, notamment Wiz Khalifa, 21 Savage et bien d’autres. Le duo de hip-hop Rae Sremmurd a invité Jimmy à se produire lors de leur concert à Pittsburgh lors du Sremm Life 2 Tour. Wopo meurt au cours d'une fusillade le 18 juin 2018, dans le quartier de Hill District à Pittsburgh, peu après qu'un autre rappeur, XXXTentacion, ait été tué par balle le même jour (les deux meurtres ne sont pas liés).

## Carrière
Taylor Maglin, le propriétaire du blog The Daily Loud, basé à Pittsburgh, s'est associé à lui et a commencé à relayer sa musique. Ce coup de boost l'a aidé à accumuler des millions de vues sur ses clips musicaux sur sa chaîne YouTube. En 2016, le blog WorldStarHipHop publie plusieurs de ses vidéoclips. Le 24 juillet 2016, il publie son premier projet, Woponese, sur Daily Loud. Cette mixtape comprend notamment le single Back Door, qui présente Sonny Digital. En octobre 2016, Riff Raff invite Jimmy Wopo sur le titre Stay Away from You extrait de sa mixtape Balloween. Le 25 novembre 2016, il sort un album commun avec son collègue rappeur basé à Pittsburgh, Hardo. Ce projet de neuf titres comprenait des collaborations avec ShadyHigler, 21 Savage et Wiz Khalifa.

## Démêlés judiciaires
Le 7 février 2016, le rappeur est arrêté lors d'un contrôle routier dans le comté de Washington, en Pennsylvanie, après que la police a trouvé deux sacs contenant possiblement de l’héroïne et une petite quantité de marijuana. Il est alors accusé de possession de drogue et de consommation illégale d'alcool car n'ayant pas encore 21 ans au moment des faits, et est placé en prison avec une caution de 25 000 $.

## Assassinat
Dans l'après-midi du 18 juin 2018, un homme armé ouvre le feu sur le véhicule de Jimmy Wopo dans le quartier de Hill District à Pittsburgh, touchant le rappeur et un passager. Le passager survit à ses blessures, mais Wopo en décède plus tard après avoir été transporté dans un hôpital local. Il avait 21 ans. Sa mort est survenue le même jour que l'assassinat du rappeur XXXTentacion,,.

## Discographie
- 2016 : Woponese
- 2016 : Trapnese
- 2017 : Jordan Kobe
- 2017 : Back Against the Wall